# Rolf-Eberhard Streeck
Rolf-Eberhard Streeck (* 6. August 1940 in Frankfurt am Main; † 19. November 2007 in München) war ein deutscher Molekulargenetiker. 

## Leben
Streeck, Sohn des Chemikers Hans Streeck, studierte von 1960 bis 1967 Chemie, Physik und Philosophie mit Diplom in Chemie (1968) an der Ludwig-Maximilians-Universität München. Im Jahre 1971 wurde er in Chemie und den Nebenfächern Physik und Genetik mit der Arbeit Untersuchungen verschiedener Konformationen von tRNAs mit enzymatischen Methoden bei Hans Georg Zachau zum Dr. rer. nat. promoviert. Von 1972 bis 1978 war er Wissenschaftlicher Mitarbeiter am Institut für Physiologische Chemie, Physikalische Biochemie und Zellbiologie der Universität München. Er habilitierte 1979 zum Dr. med. habil. mit einer Schrift in Physiologischer Chemie Molekulare Analyse der Genomorganisation in Eukaryonten mit Hilfe von Restriktionsnukleasen und In-vitro-Neukombination von DNA und lehrte als Privatdozent.
Der Verleihung eines Heisenberg-Stipendiums der Deutschen Forschungsgemeinschaft DFG 1980 folgte ein Forschungsaufenthalt am Department of Biochemistry des Stanford University Medical Center in den USA. Er erhielt 1981 eine Berufung auf Lebenszeit an das Institut Pasteur in Paris und war dort Abteilungsleiter (Chef d'Unité) und Direktor des Groupement de Génie Génétique (G3). Im Jahre 1987 folgte ein Ruf auf den Lehrstuhl für Molekulargenetik am Institut für Medizinische Mikrobiologie an die Johannes Gutenberg-Universität Mainz.
Streeck war verheiratet und hatte drei Kinder. Der Virologe Hendrik Streeck ist sein Neffe.

## Wirken
Streeck war Projektleiter im DFG-Sonderforschungsbereich 311 „Immunpathogenese“ und 490 „Invasion und Persistenz bei Infektionen“ sowie Mitglied des Koordinationsausschusses des Naturwissenschaftlich-Medizinischen Forschungszentrums der Universität Mainz. Er gründete in Mainz 1992 das Graduiertenkolleg Molekulare und zelluläre Mechanismen der Pathogenese und war dessen Sprecher.
Er publizierte zahlreiche wissenschaftliche Aufsätze und Schriften und war Mitglied des Editorial Board des Journal of General Virology.